# 尼文法则
尼文法则是根据科幻小说作者拉瑞·尼文而命名的，他周期性地将这些法则尽可能地以“宇宙是如何运行的”为题进行发表。在2002年1月29日，其中绝大多数被重新修改（并且发表在《模拟科幻小说与事实》2002年11月刊上）。

## 法则
1. 永远不要向一个全副武装的人投掷粪便。
  - 永远不要站在一个向全副武装的人投掷粪便的人的旁边。
  - 同样的观点罗伯特·海莱因也曾写过：“一个全副武装的社会是彬彬有礼的社会。只有当一个人需要用生命为他的行为负责的时候，举止才会礼貌有加。”—飞跃地平线 （页面存档备份，存于） (1942)
2. 永远不要向一面镜子发射激光。
3. 当你寻欢作乐时，母性就不会起作用。
4. 为了安全感而放弃自由是十分天真的。（提示：这个本应写作“F × S = k”，表明自由与安全感之积是恒定的，即自由与安全感呈反比。）
5. 即使真的有心灵力量与/或魔法力量，那也是基本无用的。
6. 毁灭永远比创造更简单。
7. 每一个该死的傻瓜都能准确地预言过去。
8. 历史从不重演。
9. 伦理随着技术而改变。
10. 无政府状态是最不稳定的政治结构。
11. 总会有时间与空间来把话说得圆滑。
12. 成为人类的方式总是有限制但又是无限多的。
13. 当你的生活像肥皂剧一样开始时，那就说明换台的时间到了。
14. 在科幻小说中唯一通用的准则就是：那些与你有着同样想法的意识体必然与你不是同一物种。
  - 尼文释义：跟你聊天的那只经过了基因改造的火鸡必然不是一只普通的火鸡。
15. 永远不要浪费卡路里。
16. 找一个傻瓜当跟班不需要任何无比正确的理由。
17. 没有任何一项技术可以在不被启用的情况下自动工作。
18. 不被采用的建议无须负责。
19. 三思而后做出懦夫的选择。娘娘腔永远也等不到老（就死掉了）。
20. 永远别让服务生逃走。

## 其他

### 尼文法则(回应：克拉克三定律)
尼文法则还是对克拉克三定律 （页面存档备份，存于）的驳斥，所以尼文法则写到：“任何足够高阶的魔法都是与科技密不可分的。”

### 尼文法则(回应：时间旅行)
另有一条法则在尼文的文章“时间旅行的理论与实践”中也被称为尼文法则:
尼文法则：假如已知理论允许时间旅行存在并且允许改变历史，那么在这个宇宙中不会发明时间机器。
汉斯·莫拉维克为这个版本的尼文法则做了如下注释：
这是一个令人毛骨悚然的可能性。假如向过去传送信息十分容易，而且因果关系仍旧存在（也就是过去的事实决定未来）。一种可能的解释是，一条向过去发送的信息会因为它被接收到而“改变”全部历史，包括“发送这条信息”这一在未来所发生的事件，以及这一信息本身。因为“改变”存在，这条信息会将过去的历史完全改写，直到历史本身达成一种“平衡态”——最简单的状况就是没有任何信息从未来发送到过去。时间旅行会导致时间旅行这一事件本身被历史清除。（这一观点被拉瑞尼文迷们认为同样是“尼文法则”）。 
另见：诺维科夫自洽性原则

### 尼文法则（故事）
尼文法则同时也是1984年出版的尼文短篇小说集的标题。
包括在1989年出版的多重空间（短篇小说集） （页面存档备份，存于）中的六条名为“尼文法则（作家版）”。如下：
1. 如果一位作家是为另一位作家创作，那么请写信。
2. 千万不要为了你的选题而感到紧张或者羞愧。（特别适用于当你把你的选题寄给编辑之前。）
3. 全部故事的大结局有一个给定的主题，千万别。
4. 浪费读者的时间是一种犯罪。
5. 如果你没什么可说的，那就随便选一种方式把它说出来。错句病句，乱编的故事或者压根就没有故事，指代不明，内部逻辑前后矛盾，或者其他让你的读者想要把你生吞活剥的毛病：没什么大不了。如果你不得不说一些重要而且/或者难以理解的事情，尽可能地用最简单的语言表达。如果读者还是看不明白，那就让它看起来不是你的毛病。
6. 每个人都会谈论第一稿。

在2003年出版的征服者（小说） （页面存档备份，存于）的感谢部分，S.M.斯特灵 （页面存档备份，存于）写到：
在此要特别感谢尼文法则的作者：“这是给那些搞错自己小说中角色的观点和信仰的作者的一个充满技术性与文学性的技巧。这招真‘傻’。”